# Oliveira do Castelo
Oliveira do Castelo ist ein Ort und eine ehemalige Gemeinde (Freguesia) im Norden Portugals.

## Beschreibung
Oliveira do Castelo gehört zum Kreis und zum Stadtkern von Guimarães im Distrikt Braga. Die Gemeinde hatte eine Fläche von 0,69 km² und 3251 Einwohner (Stand 30. Juni 2011).
Am 29. September 2013 wurden die Gemeinden Guimarães (Oliveira do Castelo), Guimarães (São Paio) und Guimarães (São Sebastião) zur neuen Gemeinde União das Freguesias de Oliveira, São Paio e São Sebastião zusammengeschlossen.

## Kultur und Sehenswürdigkeiten

### Bauwerke

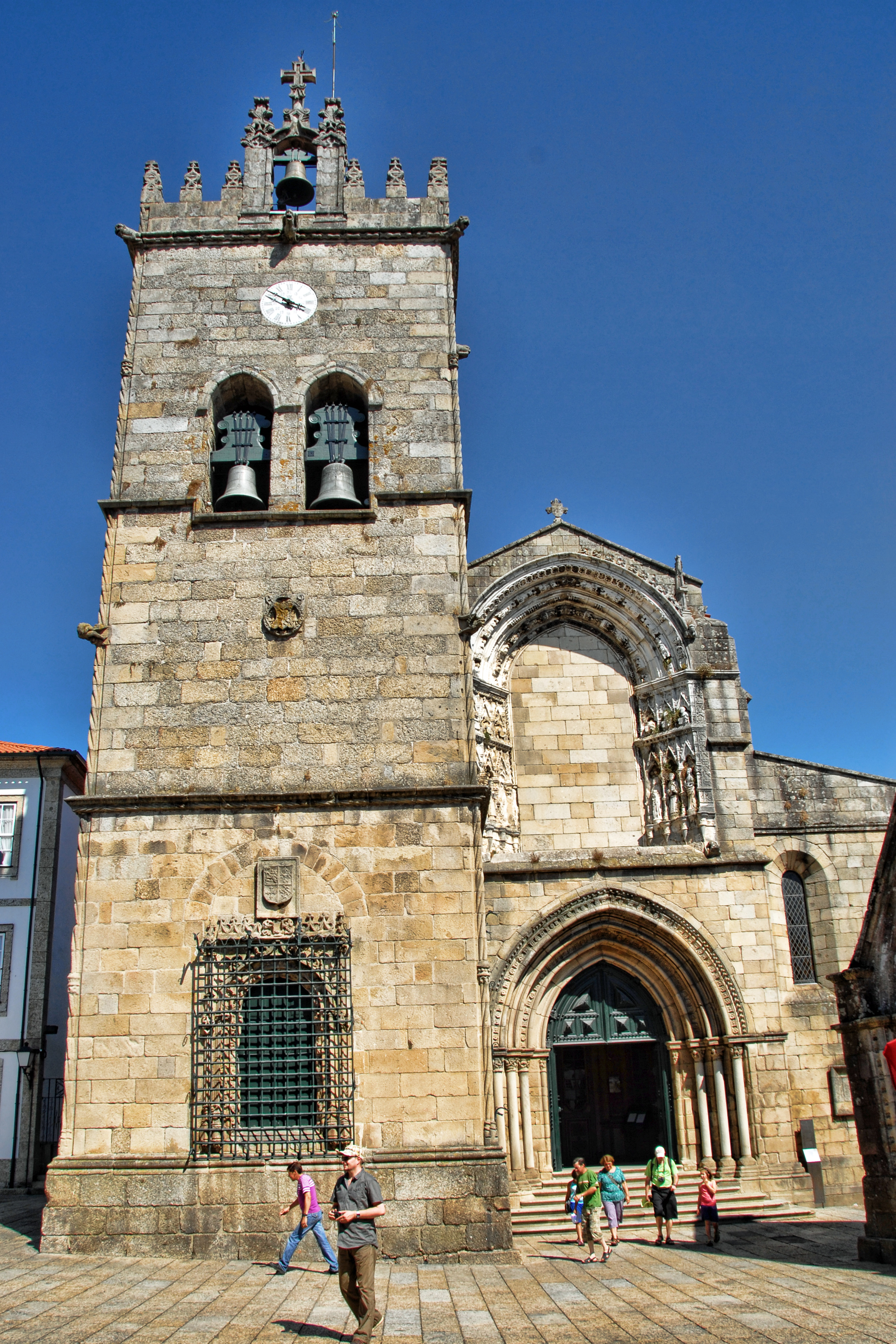
Igreja de Nossa Senhora da Oliveira
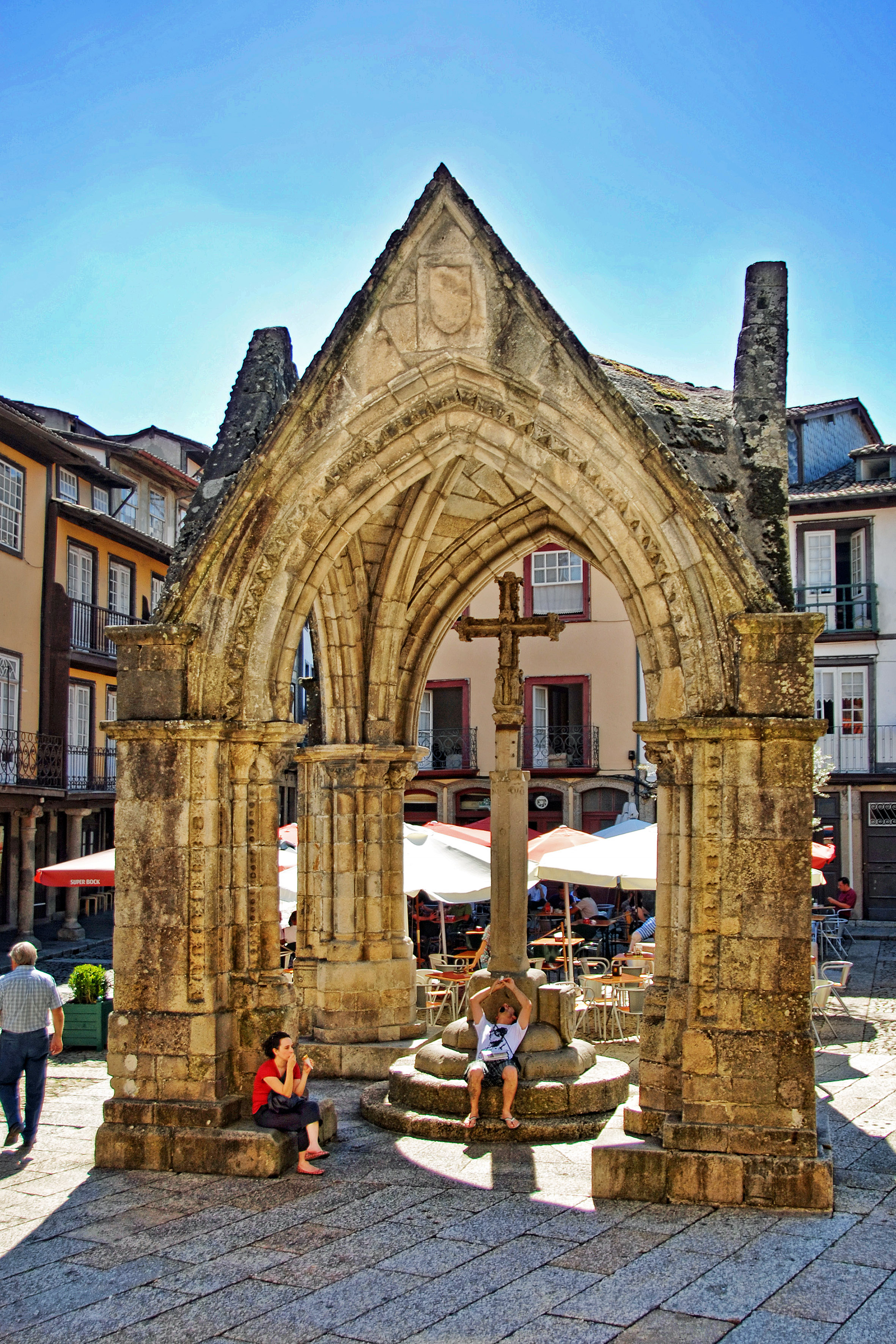
Padrão do Salado
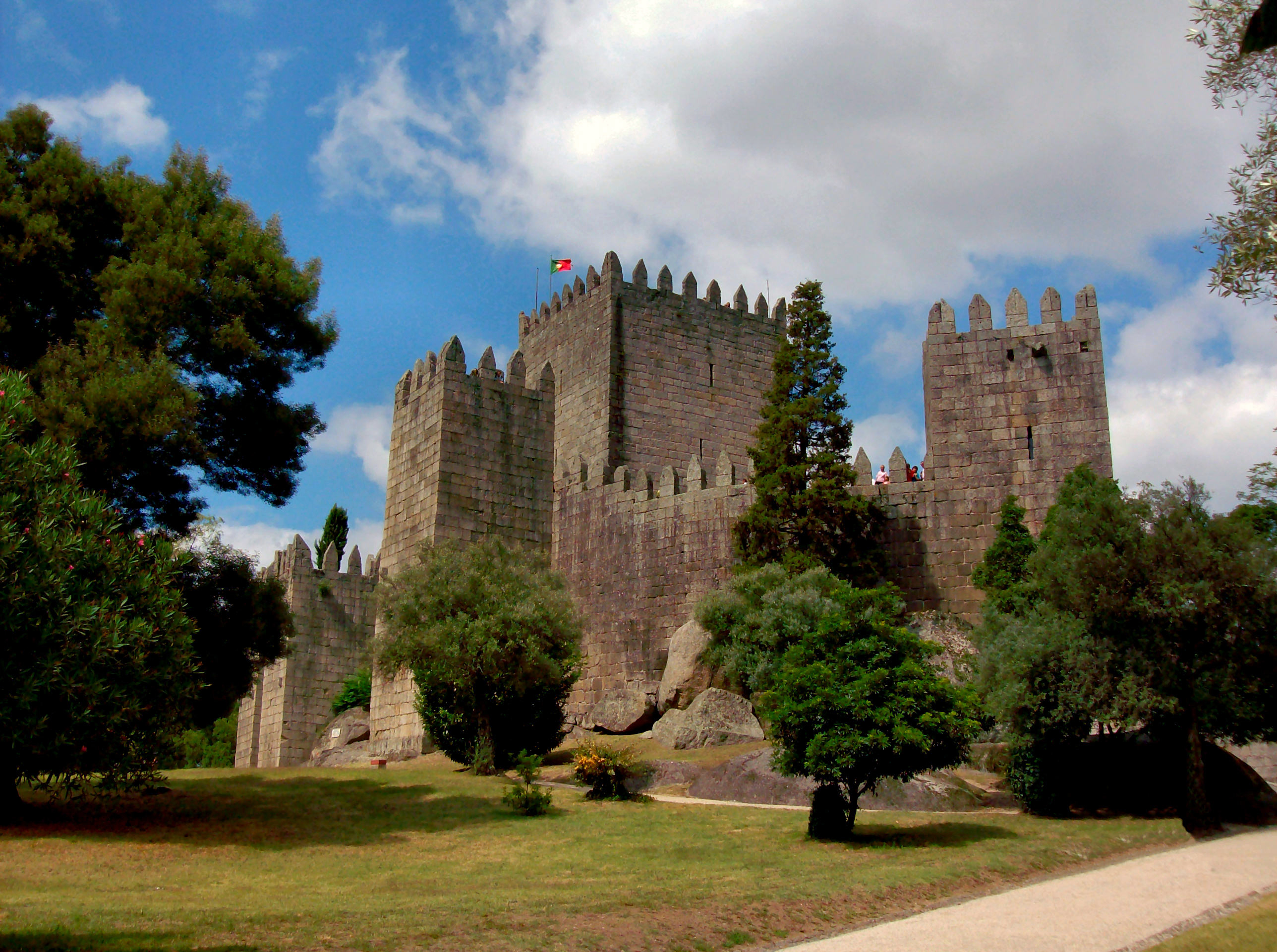
Burg von Guimarães
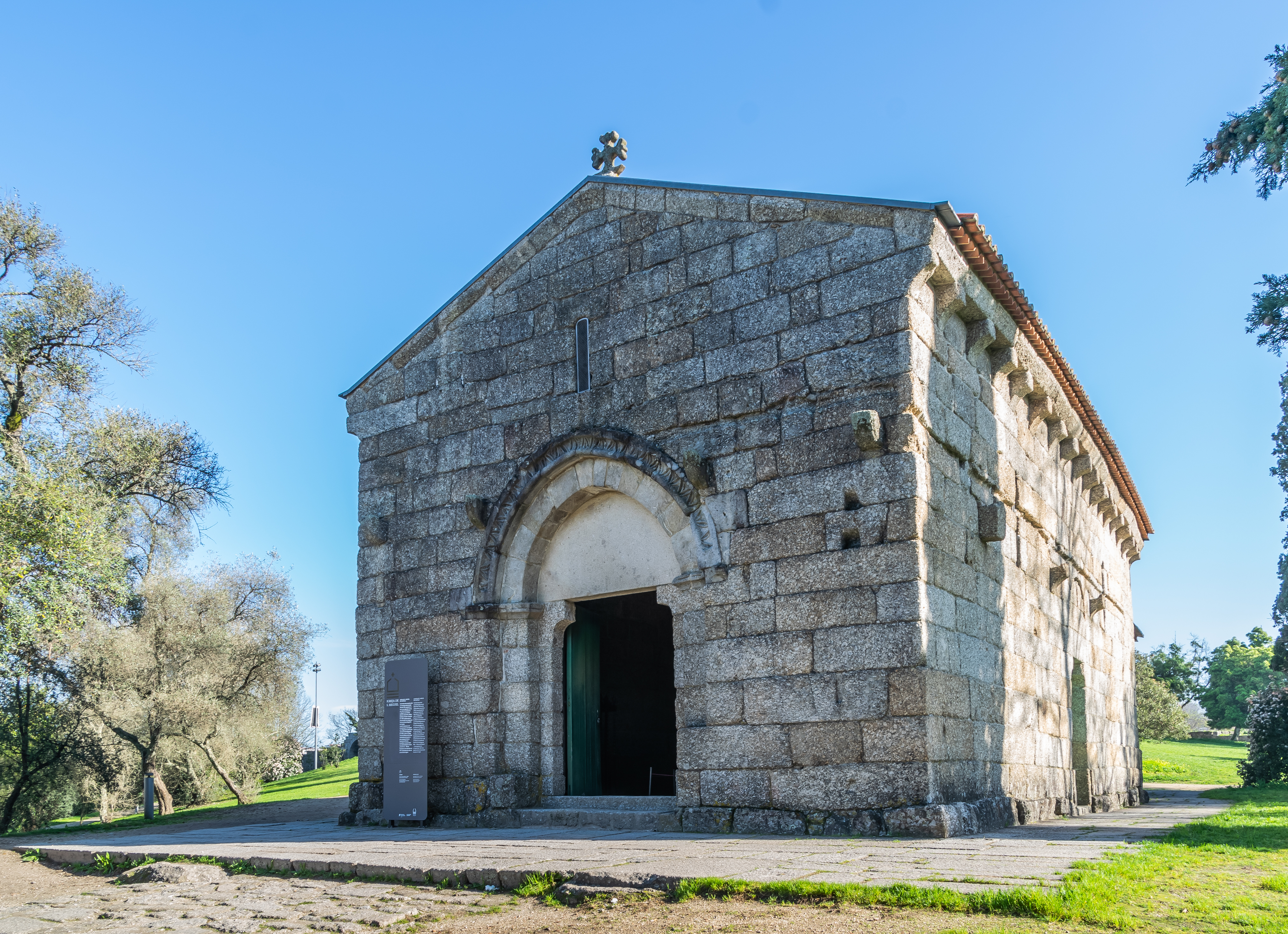
Igreja de São Miguel do Castelo
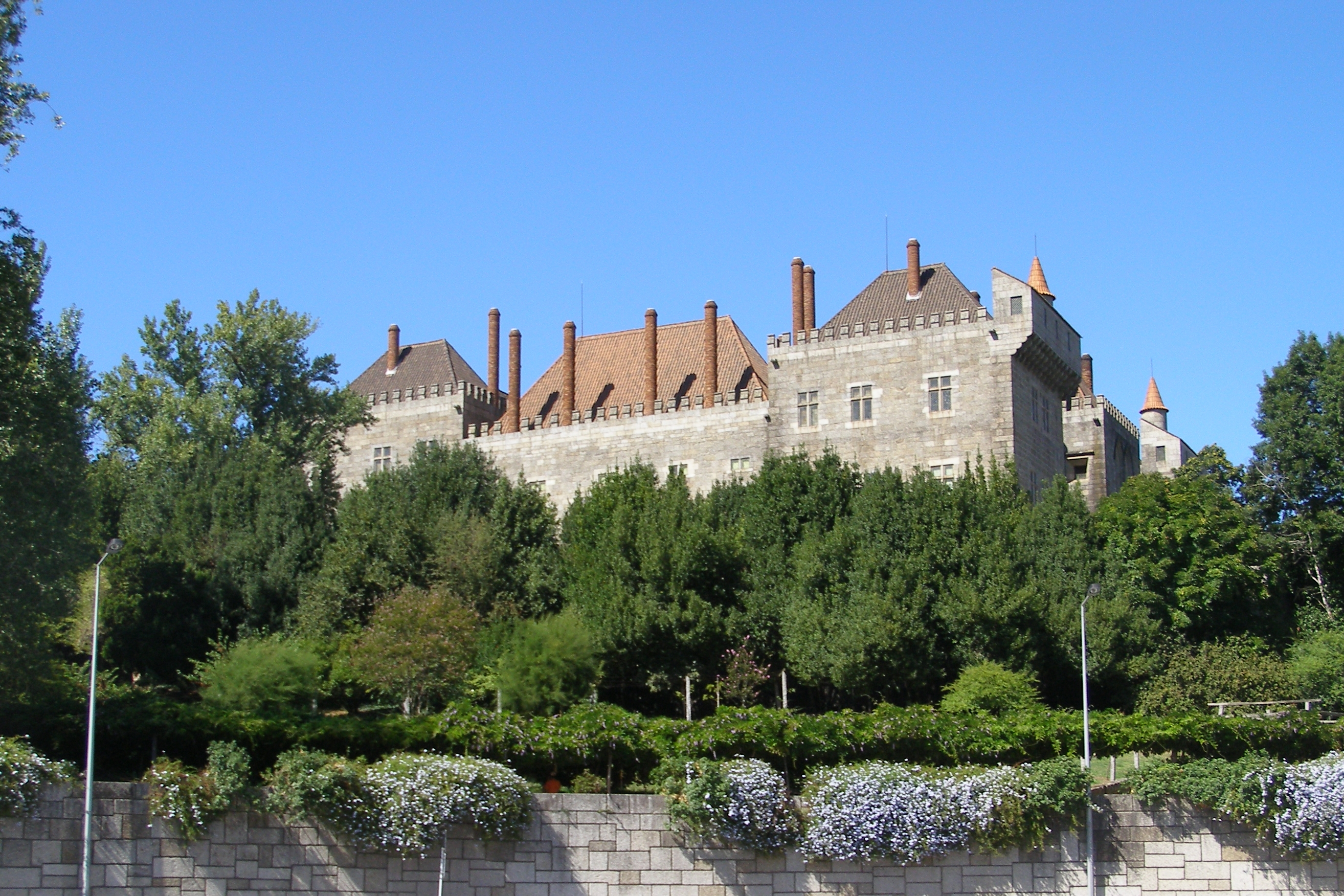
Paço dos Duques de Bragança

- Igreja de Nossa Senhora da Oliveira
- Padrão do Salado
- Burg von Oliveira do Castelo
- Igreja de São Miguel do Castelo
- Paço dos Duques de Bragança